# Pavlovec Pregradski
Pavlovec Pregradski falu Horvátországban Krapina-Zagorje megyében. Közigazgatásilag Pregradához tartozik.

## Fekvése
Krapinától 11 km-re, községközpontjától 3 km-re nyugatra a Horvát Zagorje északnyugati részén fekszik.

## Története
A településnek 1857-ben 331, 1910-ben 428 lakosa volt. Trianonig Varasd vármegye Pregradai járásához tartozott. A településnek 2001-ben 228 lakosa volt.

## Nevezetességei
Szent Donát tiszteletére szentelt kápolnája 1730-ban épült. Mellékoltárai a 18. században készültek. Az egyhajós, téglalap alakú szentélyű kápolnát, amely mögött a sekrestye található, 1730-ban Matija Marić, a Varasd megyei táblabíró építette. A szentély és a hajó boltíves. A hajó keleti részén egy egyszerű, fából épített kórus található, amelyet két faoszlop támaszt alá. A rusztikusan kivitelezett kápolna főhomlokzatát háromszögletű oromzat zárja, amely fölött az oromzaton a harangtorony emelkedik. A szerény külsejű és méretű kápolna sajátossága a szokatlan berendezés, amely a 18. század közepéről származó főoltárból, a Szent Notburgának és Nepomuki Szent Jánosnak szentelt mellékoltárból, Szűz Máriát két kis angyallal ábrázoló festményből és egy szószékből áll.

## Külső hivatkozások
- Pregrada hivatalos oldala
- A város információs portálja